# Fatima Yusuf
Fatima Yusuf-Olukoju (née le 2 avril 1971 à Owo) est une athlète nigériane spécialiste du 200 mètres et du 400 mètres.

## Carrière

### Débuts exceptionnels
Âgée seulement de 18 ans, Fatima Yusuf débute en grand championnat en 1989 lorsqu'elle s'aligne lors des championnats d'Afrique de Lagos dans son pays natal : engagée sur 400 m et dans les relais 4 × 400 m, elle remporte deux médailles, celle d'or lors du relais avec un temps de 3 min 33 s 12 et celle d'argent sur 400 m en 52 s 30 dans une course dominée par Falilat Ogunkoya et le Nigeria qui réalise là un triplé. 
Sa saison suivante, celle de l'année 1990, est bien plus chargée, elle concourt d'abord lors des mondiaux juniors de Plovdiv en Bulgarie où elle l'emporte sur 400 m en 50 s 92. Ensuite, elle réalise un mémorable triplé sur 200 m, 400 m et le relais lors des championnats d'Afrique. Elle n'est alors âgée que de 20 ans. En fin de saison, elle participe à la Finale du Grand Prix IAAF où elle termine 2e en 50 s 95 puis s'impose sur le 400 m des Jeux du Commonwealth se déroulant à Auckland, en 51 s 08 et décroche le bronze du relais 4 x 100 m (44 s 67).

### Premières compétitions chez les seniors
En mars 1991, elle participe à ses premiers mondiaux seniors, à l'occasion des championnats du monde en salle de Séville, mais disqualifiée pour faux-départ en séries, la compétition s'achève sèchement. En plein air, elle porte son record personnel à Lausanne à 50 s 41 puis atteint les demi-finales des championnats du monde de Tokyo (50 s 91) et termine à la 5e place de la finale du relais 4 x 400 m. Elle conclut sa saison en s'imposant lors des Jeux africains du Caire sur 400 m et lors du relais 4 × 400 m en respectivement 50 s 71 et 3 min 31 s 05 ; puis terminera également 3e sur le 200 m (22 s 84).
En 1992, Fatima Yusuf échoue dans son objectif olympique et n'est pas présente lors des Jeux olympiques de 1992, elle échoue aussi à aller chercher le podium lors championnats d'Afrique. En 1993, elle échoue de nouveau lors championnats d'Afrique. Ce n'est qu'en 1994 que la nigériane retrouve son niveau : elle réussit lors des Jeux du Commonwealth son meilleur temps de la saison en 50 s 53 (deuxième chrono de sa carrière) pour décrocher la médaille d'argent derrière Cathy Freeman. Le relais nigérian est en revanche disqualifié.

### Record d'Afrique du 400 m
En 1995, lors des championnats du monde de Göteborg, Yusuf atteint sa première finale mondiale individuelle, qu'elle terminera à la cinquième place en 50 s 70. Également finaliste au relais 4 x 400 m, elle prend une honorable 6e place. En fin de saison, elle participe de nouveau aux Jeux africains et à cette compétition, la nigériane réussit un temps extraordinaire de 49 s 43, devenant à cette occasion la première athlète africaine à descendre sous les 50 secondes, et établissant de ce fait un record d'Afrique de la discipline. Remportant bien entendu la médaille d'or, elle en ajoute une deuxième à son palmarès avec le relais 4 x 400 m qui s'impose en 3 min 27 s 51.
En 1996, Fatima Yusuf a pour objectif les Jeux olympiques d'été de 1996 d'Atlanta. Son record d'Afrique ne restera pas longtemps puisque lors de la finale olympique, sa compatriote Falilat Ogunkoya arrache la médaille de bronze en 49 s 10, pour ce qui est la course de 400 m féminin la plus dense de l'histoire. Yusuf remplira cet objectif, terminant à la 6e place en 49 s 77, son meilleur temps de la saison. Ces efforts paient puisque le relais nigérian, ainsi doté de ces deux athlètes finalistes olympique, remporte la médaille d'argent en 3 min 21 s 04, derrière les États-Unis. Il s'agira donc de la première médaille planétaire pour Fatima Yusuf. 

### Fin de carrière
L'année 1997 est une année de championnat du monde, lesquels se disputent cette année à Athènes. Néanmoins, Yusuf n'est pas alignée sur l'épreuve individuelle, n'ayant réalisé que le malheureux chrono de 52 s 23. Elle est néanmoins présente au relais 4 x 400 m, qui doit se contenter d'une modeste 7e place.
Après une année 1998 qui serait la pire de sa carrière (elle n'a couru qu'en début de saison avec un chrono de 23 s 36 sur 200 m et 51 s 46 sur 400 m), la nigériane revient en force lors de la saison 1999 où elle s'aligne uniquement sur le 200 m. Aux championnats du monde de Séville, elle court en 22 s 28 en demi-finale (record personnel) et termine 7e de la finale en 22 s 42. En septembre, pour finir sa saison, elle participe aux Jeux africains où obtient le titre sur 200 m en 22 s 45, ainsi qu'aux relais 4 x 100 m (43 s 28) et 4 x 400 m (3 min 29 s 22). 
La saison de l'an 2000 est la dernière saison pour Fatima Yusuf et son ambition est intacte, elle commence donc par prendre une troisième place aux championnats d'Afrique sur le 200 m, en 23 s 27. Sélectionnée pour les Jeux olympiques de Sydney, elle est éliminée en quart de finale (23 s 21) et met un terme à sa carrière, à 29 ans.

## Vie privée
Elle est mariée au lanceur de disque et du poids Adewale Olukoju.

## Palmarès
| Date | Compétition                   | Lieu         | Résultat | Épreuve   | Temps         |
| ---- | ----------------------------- | ------------ | -------- | --------- | ------------- |
| 1989 | Championnats d'Afrique        | Lagos        | 2e       | 400 m     | 52 s 30       |
| 1989 | Championnats d'Afrique        | Lagos        | 1re      | 4 x 400 m | 3 min 33 s 12 |
| 1990 | Championnats du monde juniors | Plovdiv      | 1re      | 400 m     | 50 s 62       |
| 1990 | Championnats d'Afrique        | Le Caire     | 1re      | 200 m     | 23 s 19       |
| 1990 | Championnats d'Afrique        | Le Caire     | 1re      | 400 m     | 50 s 85       |
| 1990 | Championnats d'Afrique        | Le Caire     | 1re      | 4 × 100 m | 45 s 06       |
| 1990 | Championnats d'Afrique        | Le Caire     | 1re      | 4 x 400 m | 3 min 40 s 04 |
| 1990 | Finale du Grand Prix IAAF     | Athènes      | 2e       | 400 m     | 50 s 96       |
| 1990 | Jeux du Commonwealth          | Auckland     | 1re      | 400 m     | 51 s 08       |
| 1990 | Jeux du Commonwealth          | Auckland     | 3e       | 4 x 100 m | 44 s 67       |
| 1991 | Championnats du monde         | Tokyo        | 5e       | 4 x 400 m | 3 min 24 s 45 |
| 1991 | Jeux africains                | Le Caire     | 2e       | 200 m     | 22 s 84       |
| 1991 | Jeux africains                | Le Caire     | 1re      | 400 m     | 50 s 71       |
| 1991 | Jeux africains                | Le Caire     | 1re      | 4 x 400 m | 3 min 31 s 05 |
| 1994 | Jeux du Commonwealth          | Victoria     | 2e       | 400 m     | 50 s 53       |
| 1994 | Jeux du Commonwealth          | Victoria     | finale   | 4 x 400 m | DQ            |
| 1994 | Finale du Grand Prix IAAF     | Londres      | 2e       | 400 m     | 50 s 80       |
| 1995 | Championnats du monde         | Göteborg     | 5e       | 400 m     | 50 s 70       |
| 1995 | Championnats du monde         | Göteborg     | 6e       | 4 x 400 m | 3 min 27 s 85 |
| 1995 | Jeux africains                | Harare       | 1re      | 400 m     | 49 s 43       |
| 1995 | Jeux africains                | Harare       | 1re      | 4 x 400 m | 3 min 27 s 51 |
| 1996 | Jeux olympiques               | Atlanta      | 6e       | 400 m     | 49 s 77       |
| 1996 | Jeux olympiques               | Atlanta      | 2e       | 4 x 400 m | 3 min 21 s 04 |
| 1996 | Finale du Grand Prix IAAF     | Milan        | 6e       | 400 m     | 51 s 39       |
| 1997 | Championnats du monde         | Athènes      | 7e       | 4 x 400 m | 3 min 30 s 04 |
| 1999 | Championnats du monde         | Séville      | 6e       | 200 m     | 22 s 42       |
| 1999 | Finale du Grand Prix IAAF     | Munich       | 6e       | 200 m     | 22 s 99       |
| 1999 | Jeux africains                | Johannesburg | 1re      | 200 m     | 22 s 45       |
| 1999 | Jeux africains                | Johannesburg | 1re      | 4 x 100 m | 43 s 28       |
| 1999 | Jeux africains                | Johannesburg | 1re      | 4 x 400 m | 3 min 29 s 22 |
| 2000 | Championnats d'Afrique        | Alger        | 3e       | 200 m     | 23 s 27       |

## Records
| Épreuve    | Performance | Lieu    | Date              |
| ---------- | ----------- | ------- | ----------------- |
| 200 mètres | 22 s 28     | Séville | 24 août 1999      |
| 400 mètres | 49 s 43     | Harare  | 15 septembre 1995 |